# De Beausoleil (krater)
De Beausoleil är en nedslagskrater med en diameter på 28 kilometer, på planeten Venus. De Beausoleil har fått sitt namn efter Martine Bertereau.